# 仲仙寺 (伊那市)
仲仙寺（ちゅうせんじ）は、長野県伊那市にある天台宗の寺院。山号は羽広山。本尊は十一面観世音菩薩。

## 歴史
寺伝では、弘仁7年（816年）に慈覚大師円仁が夢告を得て当地を訪れ、経ヶ岳の山中に求めた霊木に十一面観音像を刻み、残りの木片に法華経を書写して経塚に奉納して開山したとされる。2世藤原法師が仏像を本尊として祀って、神護山藤宝寺として建立された。
鎌倉時代には御射山大社の別当寺院として繁栄した。かつては12の坊を数える大伽藍を構えたが、数度の火災や戦火により焼亡し、慶長18年（1613年）に飯田城主小笠原秀政により堂宇が再建され、中禅寺となった。寛永11年（1634年）に上野寛永寺の末寺となり、将軍徳川家光より朱印5石を受け、仲仙寺と改めた。「馬の観音様」として、木曽馬の本場である木曽谷、中馬の本場である伊那谷の農家や馬方から熱く崇敬された。
本堂である観音堂は天和2年（1682年）に三河国の大工により建立、安永7年（（1778年）美濃国の大工により改修された。堂内の外陣には大きな虹梁があり、柱組の間には、承応2年（1653年）の飯田藩主脇坂氏奉納の絵馬、文久2年（1862年）の千匹馬をはじめ、20を超える絵馬が奉納された。内陣には本尊の十一面観世音菩薩の他、文亀元年（1501年）の修理銘を持つ脇侍の多聞天、持国天の2つの像がある。また仁王門には、同年銘のある、京の七条仏所康忠なる仏師の手になる金剛力士像が安置されている。山門は享保9年（1724年）に建立された。薬師堂は、平成元年（1989年）に本堂裏の宝蔵を改修して、薬師瑠璃光殿と改め本堂裏の回廊の壁に祀られていた薬師如来を遷座した。客殿の本尊は、運慶作と伝わる聖観世音菩薩立像である。
境内にはその他、焔魔堂、本坊が並び、石垣の上には西国三十三所の石仏が並ぶ。十王堂の下には伊那市考古資料館があり、当寺に奉納された絵馬も所蔵されている。市内の坂下の辻から当寺まで通じる「羽広の道」には一丁ごとに観音石仏が並び、寄進した村名が刻まれている。
毎年正月には「羽広の獅子舞」（伊那市無形民俗文化財）が奉納される。

## 文化財
- 室町時代の仁王像 2体（長野県宝）
- 鎌倉時代の四天王 2体（伊那市宝）
- 室町時代の鰐口（伊那市宝）
- 江戸時代の大絵馬 13面（伊那市宝）